# Puwamajwa
Puwamajawa, ook Puwamajhuwa, is een dorpscommissie (Engels: village development committee, afgekort VDC; Nepalees: panchayat) in het oosten van Nepal, gelegen in het district Ilam in de Mechi-zone. Ten tijde van de volkstelling van 2001 had het een inwoneraantal van 3020 personen, verspreid over 558 huishoudens; in 2011 waren er 2927 inwoners, verspreid over 634 huishoudens.